# Géza Röhrig
Dans le nom hongrois Röhrig Géza, le nom de famille précède le prénom, mais cet article utilise l’ordre habituel en français Géza Röhrig, où le prénom précède le nom.
Pour les articles homonymes, voir Röhrig (homonymie).
Géza Röhrig, né le 11 mai 1967 à Budapest, en Hongrie, est un acteur et poète hongrois.

## Biographie
Géza Röhrig est abandonné par sa mère, élevé dans un orphelinat puis adopté. Dans les années 1980, il est la figure principale d'un groupe de musique underground Huckleberry (aussi appelé Huckrebelly), dont les concerts sont presque toujours interrompus par les autorités communistes de l'époque. Il fait des études universitaires de hongrois et de polonais, et après une visite à Auschwitz lors d'un voyage d'études en Pologne, il décide de pratiquer sa foi juive et devient un Juif hassidique à Brooklyn. Il publie deux recueils de poèmes sur le thème de la Shoah, Hamvasztókönyv (littéralement « Livre d'incinération », 1995) et Fogság (« Captivité », 1997).
Il est diplômé de l'École supérieure d'art dramatique et cinématographique de Budapest en spécialité réalisation cinématographique. Il vit à New York depuis 2000 et a publié plusieurs recueils de poésie. Il tient le rôle principal dans Le Fils de Saul (Saul fia) de László Nemes qui remporte le Grand prix au Festival de Cannes 2015, ainsi que l'Oscar 2016 du meilleur film en langue étrangère.

## Œuvre littéraire

### Prose
- (hu) A Rebbe tollatépett papagája : képzelt haszid történetek [« Le perroquet du rabbin aux plumes arrachées — histoires hassidiques imaginaires »], Budapest, Múlt és Jövő, 1999, 228 p. (ISBN 963-9171-22-0)

### Poésie
- (hu) Hamvasztókönyv [« Livre d'incinération »], New York, Budapest, Jérusalem, Múlt és Jövő, 1995, 100 p. (ISBN 963-85295-2-0)
  - Traduction allemande : (de) Aschenbuch  (trad. Zsuzsa Erős, Andreas Koziol), Berlin, Fiebig, 1999, 55 p. (ISBN 9783930516216)
- (hu) Fogság [« Captivité »], Budapest, Széphalom Könyvműhely, 1997, 146 p. (ISBN 963-9028-10-X)
- (hu) Éj [« Nuit »], Budapest, Széphalom Könyvműhely, 1999, 167 p. (ISBN 963-9028-56-8)
- (hu) Sziget [« Île »], Budapest, Széphalom Könyvműhely, 2000, 146 p. (ISBN 963-9028-75-4)
- (hu) Törvény [« Loi »], Budapest, Múlt és Jövő, 2006, 107 p. (ISBN 963-9512-20-6)[3]
- (hu) Honvágy [« Mal du pays »], Budapest, Múlt és Jövő, 2010, 112 p. (ISBN 978-963-9512-57-3)

## Filmographie

### Cinéma
- 2015 : Le Fils de Saul de László Nemes : Saul
- 2018 : To Dust de Shawn Snyder : Shmuel
- 2018 : The Chaperone de Michael Engler : Joseph
- 2019 : Resistance de Jonathan Jakubowicz : Georges Loinger
- 2025 : The Way of the Wind de Terrence Malick : Jésus-Christ

### Télévision
- 1989 : série Közjáték (courts-métrages de 5 minutes), épisode Mrożek: Levélkék (en tant que réalisateur)[5]
- 1989 : série Eszmélet de József Madaras, épisodes 1 et 2 : Attila József[6]